# Hydrostatische aandrijving
Een hydrostatische aandrijving is een aandrijfsysteem dat gebruikmaakt van een vloeistof onder druk om energie over te brengen. De term ”statisch”  benadrukt dat de energieoverdracht hoofdzakelijk komt van de druk op de vloeistof en in mindere mate uit de kinetische energie van de vloeistofstroom.

## Principe

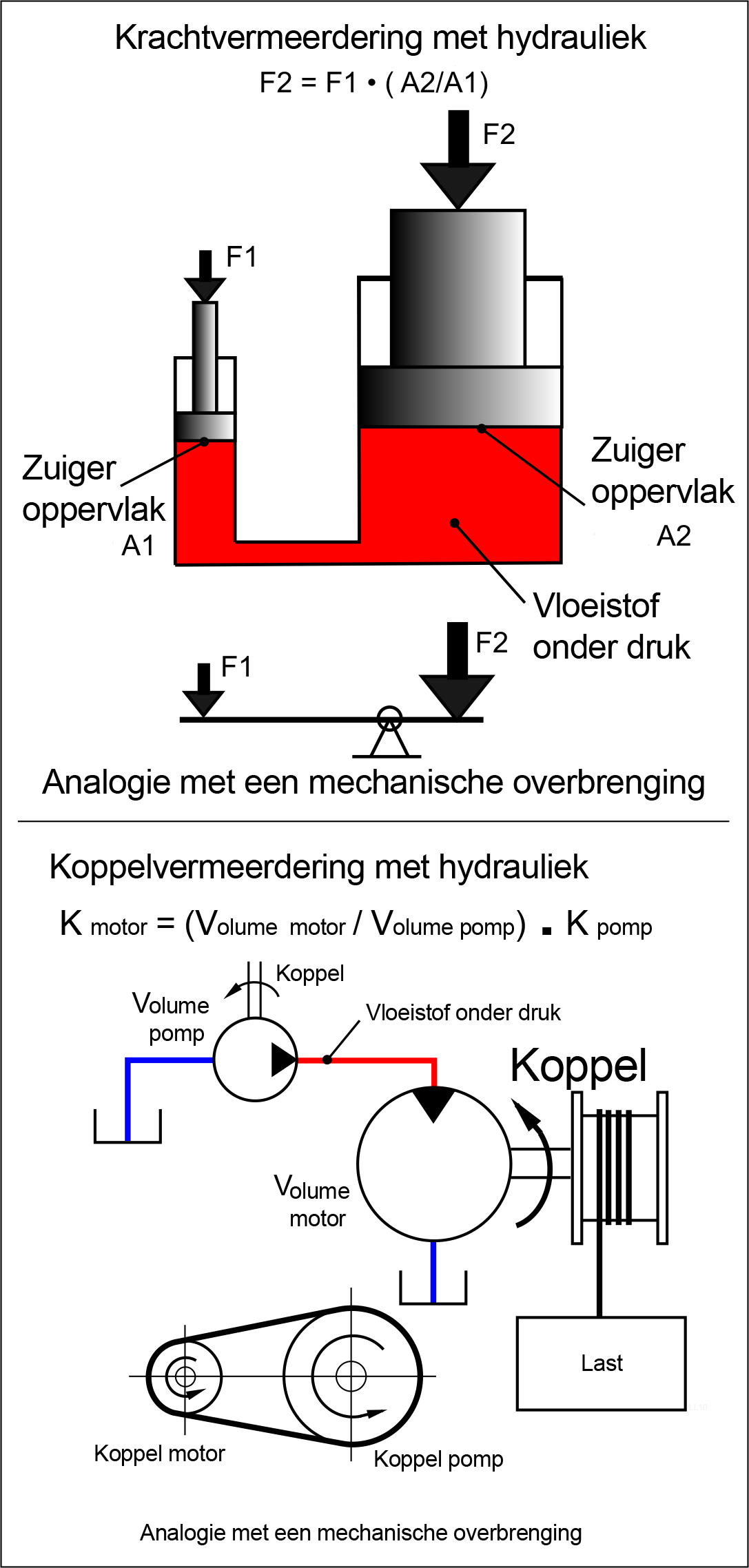
Principe van een hydraulische aandrijving

Een hydrostatische aandrijving bestaat in de basis uit drie onderdelen. Een hydropomp, een hydromotor en uit regelkleppen. De hydropomp kan door een elektromotor of een verbrandingsmotor worden aangedreven. Aan een hydropomp wordt een werktuig bevestigd. Dit kan zowel een lier als een wiel zijn. Met behulp van regelkleppen is het vrij eenvoudig mogelijk om regelingen te realiseren.
De basis van elk hydraulisch systeem is te herleiden naar de wet van Pascal Een druk die wordt uitgeoefend op een vloeistof die zich in een geheel gevuld en gesloten vat bevindt, zal zich onverminderd in alle richtingen voortplanten. In de figuur is dit schematisch afgebeeld. De kracht F1 op de kleine zuiger geeft een druk op de vloeistof (rode kleur). Deze vloeistofdruk zal ook tegen de grote zuiger drukken. Omdat het zuigeroppervlak groter is zal ook de kracht F2 groter zijn. Op deze manier kan de kracht F vermeerderd of verminderd worden. Opgemerkt dient te worden dat de verplaatsing van de zuiger omgekeerd evenredig met de kracht F is. (grote verplaatsing met een kleine kracht en kleine verplaatsing met een grote kracht).
Voor een hydropomp en een hydromotor geldt hetzelfde principe. Ook hier is het koppel omgekeerd evenredig met de volumeverhouding van de pomp en de motor. Door het gebruik van regelbare pompen en/of regelbare motoren of door de vloeistofstroom met ventielen te drosselen (smoren) kan in een hydrostatische aandrijving vrij eenvoudig een variabele overbrengingsverhouding worden gerealiseerd.

## Toepassing
Een hydrostatische aandrijving wordt toegepast om allerlei mechanismen aan te drijven. Ze wordt vaak gebruikt voor de aandrijving van voertuigen. Bij dit type aandrijving zorgt een verbrandingsmotor voor de aandrijving van een hydraulische pomp die op zijn beurt een hydraulische motor aandrijft. Dit hydraulische systeem is gesloten, dat wil zeggen dat dit systeem niet in verbinding staat met eventueel andere aanwezige hydraulische functies. Hydrostatische aandrijving wordt veel gebruikt in bouwmachines.

## Open en gesloten systemen

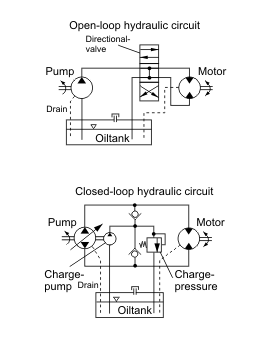
Principeschema van een open en van een gesloten hydrostatische aandrijving.

Bij een open systeem gaan de vloeistofvolumestromen door de olietank. Zie het bovenste schema in de figuur.
Bij een gesloten systeem gaat de volumestroom direct van de pomp naar de motor. Dit is te vergelijken met een gesloten CV verwarmingssysteem in een huis.
Gesloten systemen komen meestal voor bij hydrostatische aandrijving voor mobiele toepassingen. Het voordeel is dat ze compacter zijn dan open systemen. Open systemen hebben het voordeel dat met een pomp meerdere motoren en cilinders aan te sturen zijn. Een ander voordeel is dat de koeling van de olie via de olietank vrij eenvoudig te realiseren is.